# گقام کادیمیان
گقام گاگیکی کادیمیان (ارمنی: Գեղամ Գագիկի Կադիմյան؛ زادهٔ ۱۹ اکتبر ۱۹۹۲ در آرتاشات) یک بازیکن فوتبال اهل ارمنستان است.

## باشگاهی
از باشگاه‌هایی که در آن بازی کرده‌است می‌توان به پیونیک، اوورلا اوژهورود،
| clubs6 = کارپاتی لووف، زوریا لوهانسک، فورسکلا پولتاوا، آرسنال کی‌یف، آلاشکرت و نمان گرودنو اشاره کرد.

## تیم ملی
وی همچنین در تیم ملی فوتبال ارمنستان بازی کرده‌است. کادیمیان نخستین بازی ملی خود را که یک بازی دوستانه بود در تاریخ ۲۵ مارس ۲۰۱۶ در ایروان در مقابل بلاروس انجام داده‌است.

### گل‌های ملی
| No. | تاریخ       | ورزشگاه                                                 | بازی | حریف       | گل زده | نتیجه | رقابت        |
| --- | ----------- | ------------------------------------------------------- | ---- | ---------- | ------ | ----- | ------------ |
| 1   | ۲۸ مه ۲۰۱۶  | ورزشگاه استاب هاب سنتر، کارسون، کالیفرنیا، ایالات متحده | ۲    | گواتمالا   | ۳–۱    | ۷–۱   | بازی دوستانه |
| 2   | ۱ ژوئن ۲۰۱۶ | ورزشگاه استاب هاب سنتر، کارسون، کالیفرنیا، ایالات متحده | ۳    | السالوادور | ۴–۰    | ۴–۰   | بازی دوستانه |